# Middengasthuis (Grote Leliestraat)
Het Middengasthuis is een hofje gesitueerd aan een groot binnenterrein aan de noordzijde van de Grote Leliestraat in de stad Groningen.

## 19e eeuw
Het Middengasthuis is gebouwd in opdracht van het Algemeen Diakengezelschap. In 1873 opende deze vereniging van diakenen en oud-diakenen van de Nederlands-hervormde gemeente in de nabijgelegen Kleine Rozenstraat een instelling met de naam Middengasthuis. Het succes van dit gasthuis leidde in 1895 tot een tweede en groter Middengasthuis.
Het was bestemd voor ‘fatsoenlijke, oppassende handwerkslieden en dienstboden’ van hervormden huize en ouder dan 55 jaar.
De naam Middengasthuis verwees naar de bewoners.
Zij waren voor de meeste andere gasthuizen ‘te minvermogend’, maar voor het diaconiegasthuis ‘te goed’.
In verband hiermee betaalden de conventualen (gasthuisbewoners) van het Middengasthuis een relatief lage inkoopsom.
De voogden van het Middengasthuis kochten begin 1895 ‘eenige huizen met erf en tuin’ aan de Grote Leliestraat en presenteerden een plan voor de bouw van 29 huizen.
Het zeven jaar oude huis van vorige eigenaar Kool bleef staan (nr. 55-57), maar ter verbreding van de toegang ging een ander pand plat.
Ook een tuinkoepel sneuvelde voor het door Nicolaas Willem Lit ontworpen gasthuis, dat werd opgeleverd vlak voordat op 14 september de officiële eerste steen werd ingemetseld!
Enkele maanden later werd er, naast de toegang nog een ‘winkelbehuizing’ aan het complex toegevoegd (nr. 51).

## 20e eeuw
Vele decennia voldeed het Middengasthuis, maar net als er bij andere gasthuizen kwam er in de jaren zestig van de twintigste eeuw de klad in.
Op 9 oktober 1968 nodigde het gemeentebestuur de voogden van de beide Middengasthuizen en een aantal andere gasthuizen uit voor een gesprek over de toekomst.
Het leidde tot de Stichting Verenigde Groninger Gasthuizen, die in 1975 twee nieuwe gebouwen opende aan de Zaagmuldersweg. Het Middengasthuis werd verkocht aan woningbouwvereniging Concordia (nu De Huismeesters), die het in 1986-'87 renoveerde.
Aduardergasthuis ·
Anna Varvers Convent ·
Armhuiszitten Convent ·
Hofje Ceramstraat ·
Corneliagasthuis ·
Doopsgezind Gasthuis ·
Gerarda Gockingahuis ·
Hesselinkstichting ·
Jacob en Annagasthuis · 
Juffer Margarethagasthuis ·
Juffer Tette Alberdagasthuis ·
Jan Luitjensgasthuis ·
Mepschengasthuis ·
Middengasthuis (Kleine Rozenstraat) ·
Middengasthuis (Grote Leliestraat) ·
Latteringe Gasthuis ·
Pelstergasthuis ·
Pepergasthuis ·
Pieternellagasthuis ·
Remonstrants Gasthuis ·
Rustoord ·
Sint Anthonygasthuis ·
Sint Martinusgasthuis ·
Hofje Tellegenstraat ·
Ter Schouw-Van Sanen Stichting ·
Typografengasthuis ·
Ubbenagasthuis ·
Vrouw Fransensgasthuis ·
Vrouw Wilsoors- of Aaffien Olthofsgasthuis ·
Weldadige Stichting Ketelaar-Bos ·
Wytzes- of Schoonbeeksgasthuis ·
Zeylsgasthuis